# Coreobagrus
Coreobagrus es un género de peces actinopeterigios de agual dulce, distribuidos por ríos del este de Asia, en Corea del Sur y Japón.

## Especies
Existen solamente dos especies reconocidas en este género:
- Coreobagrus brevicorpus Mori, 1936
- Coreobagrus ichikawai Okada y Kubota, 1957